# Ångslupen Hjerter Kung
Ångslupen Hjerter Kung är en ångslup, byggd 2005-2010 efter ritningar från 1892.
Ångslupen ritades ursprungligen av Harald Olsson i Vänersborg. Hon byggdes i glasfiberbelagd furu i skrov, samt i ek bland annat skarndäck, av Kungslena Finsnickeri i Kungslena. Salongen är byggd i mahogny. Ångmaskinen eldas med ved.